# 布朗山 (奧次地)
79°46′S 158°33′E / 79.767°S 158.550°E
布朗山（英語：Brown Hills）是南極洲的山丘，位於奧次地，處於達爾文冰川下游以北，屬於庫克山脈的一部分，由英聯邦探險隊命名，現時由南極條約體系管理。